# Пол Гріффін
Пол Грі́ффін (англ. Paul Griffin; 3 червня 1971) — ірландський боксер, учасник Олімпійських ігор 1992, чемпіон Європи.

## Аматорська кар'єра
- На чемпіонаті Європи 1991 став чемпіоном, здобувши чотири перемоги. У півфіналі переміг Алана Воган (Англія) — 20-17, а у фіналі — радянського боксера Фуата Гатіна — 23-15.
- На чемпіонаті світу 1991 здобув дві перемоги, а в чвертьфіналі програв Киркору Киркорову (Болгарія) — 6-11.
- На Олімпійських іграх 1992 програв в першому бою Стівену Чунгу (Замбія).
- На чемпіонаті Європи 1993 здобув три перемоги, а в півфіналі не вийшов проти Рамаза Паліані (Грузія) і отримав бронзову медаль.